# 신시아 우드
신시아 우드(Cynthia Wood, 1950년 9월 25일 ~ )는 미국의 배우, 모델, 플레이메이트, 텔레비전 배우, 영화배우이다.

## 영화
- 캐슬 인 브로클린, 킹 아더 (2013년)
- 지옥의 묵시록 (1979년)
- 바람둥이 미용사 (1975년)